# Сліпа удача
«Сліпа удача» (англ. Runner Runner) — американський драматично-кримінальний трилер режисера Бреда Фурмана, що вийшов восени 2013 року. У головних ролях Джастін Тімберлейк, Джемма Артертон, Бен Аффлек.
Сценарій картини написали Браян Коппелман, Девід Левін, продюсерами були Леонардо ДіКапріо, Дженніфер Дейвісон Кіллоран та інші. Вперше фільм планували продемонструвати 25 вересня 2013 року у Франції і Бельгії. В Україні прем'єра фільму була запланована на 26 вересня 2013 року.

## Сюжет
Студент Річі Ферст усі свої гроші на навчання через нечесну гру покер-руму програв в онлайн-покер, а йому потрібно за навчання оплатити 60 тисяч. Тому він їде на Коста-Рику, щоб повернути їх у власника сайту Айвена Блока віч-на-віч. Приїхавши, Річі стає правою рукою Блока.

## У ролях
| Актор              | Персонаж                               | Роль                          |
| ------------------ | -------------------------------------- | ----------------------------- |
| Джастін Тімберлейк | Річі Ферст (англ. Richie Furst)        | студент                       |
| Джемма Артертон    | Ребекка Шафран (англ. Rebecca Shafran) | любовний інтерес Річі         |
| Бен Аффлек         | Айвен Блок (англ. Ivan Block)          | власник сайту з онлайн-покеру |
| Ентоні Макі        | Збиско (англ. Zbysko)                  | агент ФБР                     |
| Джон Герд          | Гаррі Ферст (англ. Harry Furst)        | батько Річі                   |
| Девід Костабил     | Горнштайн (англ. Hornstein)            | професор                      |
| Сем Палладіо       | Шекі (англ. Shecky)                    |                               |
| Бен Шварц          | Крейг (англ. Craig)                    |                               |

## Сприйняття

### Критика
Станом на 23 серпня 2013 року рейтинг очікування фільму на сайті Rotten Tomatoes становив 97 % із 11,1941 голосів, на сайті Kino-teatr.ua — 100 % (1 голос).
Фільм отримав загалом змішано-негативні відгуки: Rotten Tomatoes дав оцінку 9 % на основі 112 відгуків від критиків (середня оцінка 4/10) і 34 % від глядачів із середньою оцінкою 2,8/5 (38,395 голосів). Загалом на сайті фільми має негативний рейтинг, фільму зарахований «гнилий помідор» від кінокритиків і «розсипаний попкорн» від глядачів, Internet Movie Database — 5,6/10 (25 805 голосів), Metacritic — 36/100 (31 відгук критиків) і 4,5/10 від глядачів (64 голоси). Загалом на цьому ресурсі від критиків фільм отримав негативні відгуки, а від глядачів — змішані.

### Касові збори
Під час показу в Україні, що стартував 26 вересня 2013 року, протягом першого тижня фільм був показаний на 129 екранах і зібрав 336,402 $, що на той час дозволило йому зайняти 1 місце серед усіх прем'єр. Показ протривав 10 тижнів і завершився 1 грудня 2013 року, зібравши за цей час 702,817 $. Із цим показником стрічка зайняла 45 місце в українському кінопрокаті 2013 року.
Під час показу у США, що розпочався 4 жовтня 2013 року, протягом першого тижня фільм був показаний у 3,026 кінотеатрах і зібрав 7,706,712 $, що на той час дозволило йому зайняти 3 місце серед усіх прем'єр. Показ фільму протривав 66 днів (9,4 тижня) і завершився 8 грудня 2013 року. За час показу фільм зібрав у прокаті у США 19,316,646  доларів США, а у решті країн 43,358,449 $ (за іншими даними 43,300,000 $), тобто загалом 62,675,095 $ (за іншими даними 62,616,646 $) при бюджеті 30 млн $.

### Виноски
1. 1 2  Runner Runner: Release Info на сайті Internet Movie Database. — Процитовано 23 серпня 2013 (англ.)
2. 1 2  Сліпа удача на сайті Kino-teatr. — Процитовано 23 серпня 2013
3. 1 2 3 4 5 6  Runner Runner (англ.). Box Office Mojo. Процитовано 5 лютого 2014.
4. 1 2 3 4 5  Runner Runner (англ.). The Numbers. Процитовано 5 лютого 2014.
5. 1 2  Runner Runner (англ.). Internet Movie Database. Процитовано 5 лютого 2013.
6. ↑  Full cast and crew for Runner Runner на сайті Internet Movie Database. — Процитовано 23 серпня 2013 (англ.)
7. 1 2  Runner Runner (2013) на сайті «Rotten Tomatoes». — Процитовано 5 лютого 2014 (англ.)
8. ↑  Сліпа удача  на сайті Kino-teatr.ua. — Процитовано 23 серпня 2013
9. ↑  Runner Runner (англ.). Metacritic. Процитовано 5 лютого 2014.
10. ↑  Runner Runner — Ukraine Weekend Box Office (англ.). Box Office Mojo. Процитовано 5 лютого 2014.
11. ↑  Ukraine Yearly Box Office. 2013 (англ.). Box Office Mojo. Процитовано 5 лютого 2014.